# Luberta nymbisalis
Luberta nymbisalis är en fjärilsart som beskrevs av William Schaus 1916. Luberta nymbisalis ingår i släktet Luberta och familjen nattflyn. Inga underarter finns listade i Catalogue of Life.